# Pycnonotus leucotis
El bulbul orejiblanco (Pycnonotus leucotis) es una especie de ave paseriforme de la familia Pycnonotidae propia del suroeste de Asia, desde el noreste de Arabia al noroeste de la India.

## Descripción

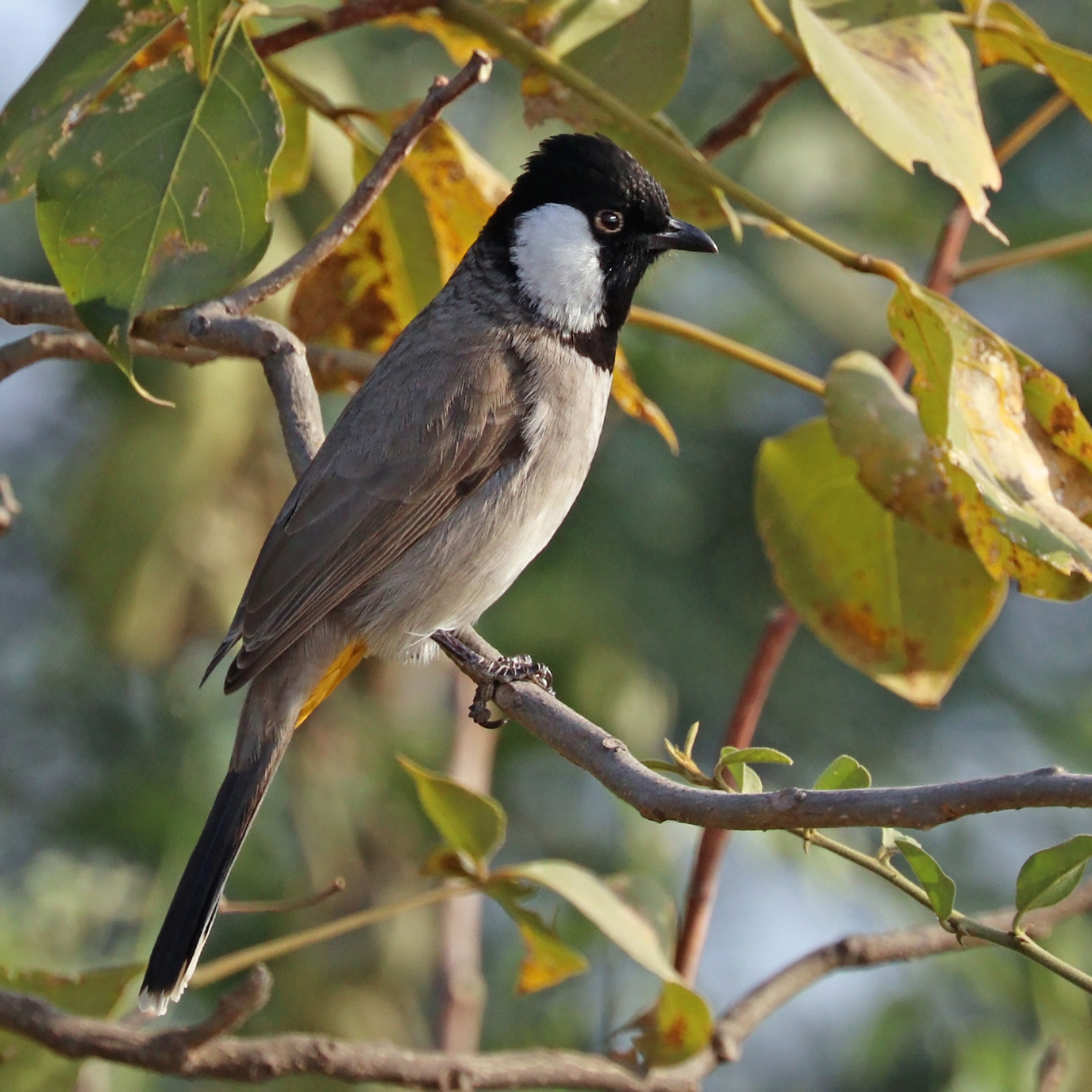
Ejemplar de P. l. leucotis en Bharatpur, India.

La mayor parte de su plumaje es de color gris, más claro en las partes inferiores, con excepción de la zona cloacal que es de color amarillo anaranjado. Su cabeza que es negra salvo una mancha blanca en la mejilla tras el ojo. También es negra su cola con las puntas blancas. Su anillo ocular es claro. Ambos sexos tienen un aspecto similar.
El bulbul orejiblanco es muy similar al bulbul cariblanco, pero de menor tamaño, y apenas sin copete, aunque con la mancha blanca facial más grande.

## Taxonomía
El bulbul orejiblanco fue descrito originalmente en el género Ixos. Posteriormente fue trasladado al género Pycnonotus. Forma parte de una superespecie junto al bulbul árabe, bulbul cariblanco, el bulbul encapuchado, el bulbul de El Cabo y el bulbul naranjero. Algunas autoridades lo consideraron en el pasado subespecie del bulbul cariblanco.
Se reconocen dos subespecies:
- P. l. mesopotamia - Ticehurst, 1918: se encuentre en el noreste de Arabia, el sur de Irak y el suroeste de Irán;
- P. l. leucotis - (Gould, 1836): se extiende por el sur de Irán, el sur de Afganistán, Pakistán y el noroeste de la India.

## Comportamiento
Generalmente se encuentra en parejas o pequeños grupos. Se alimenta de frutos, insectos. Se encuentra en los bosques y zonas de matorral. También pueden encontrarse bandadas en los manglares alimentándose de los frutos del árbol cepillo de dientes. 
Su época de cría transcurre de marzo a junio.

## Gallería

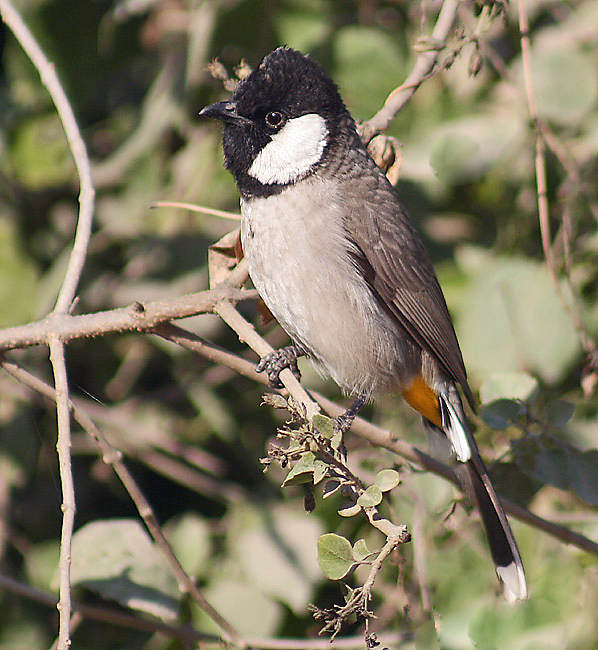
En Bharatpur, Rajastán, India
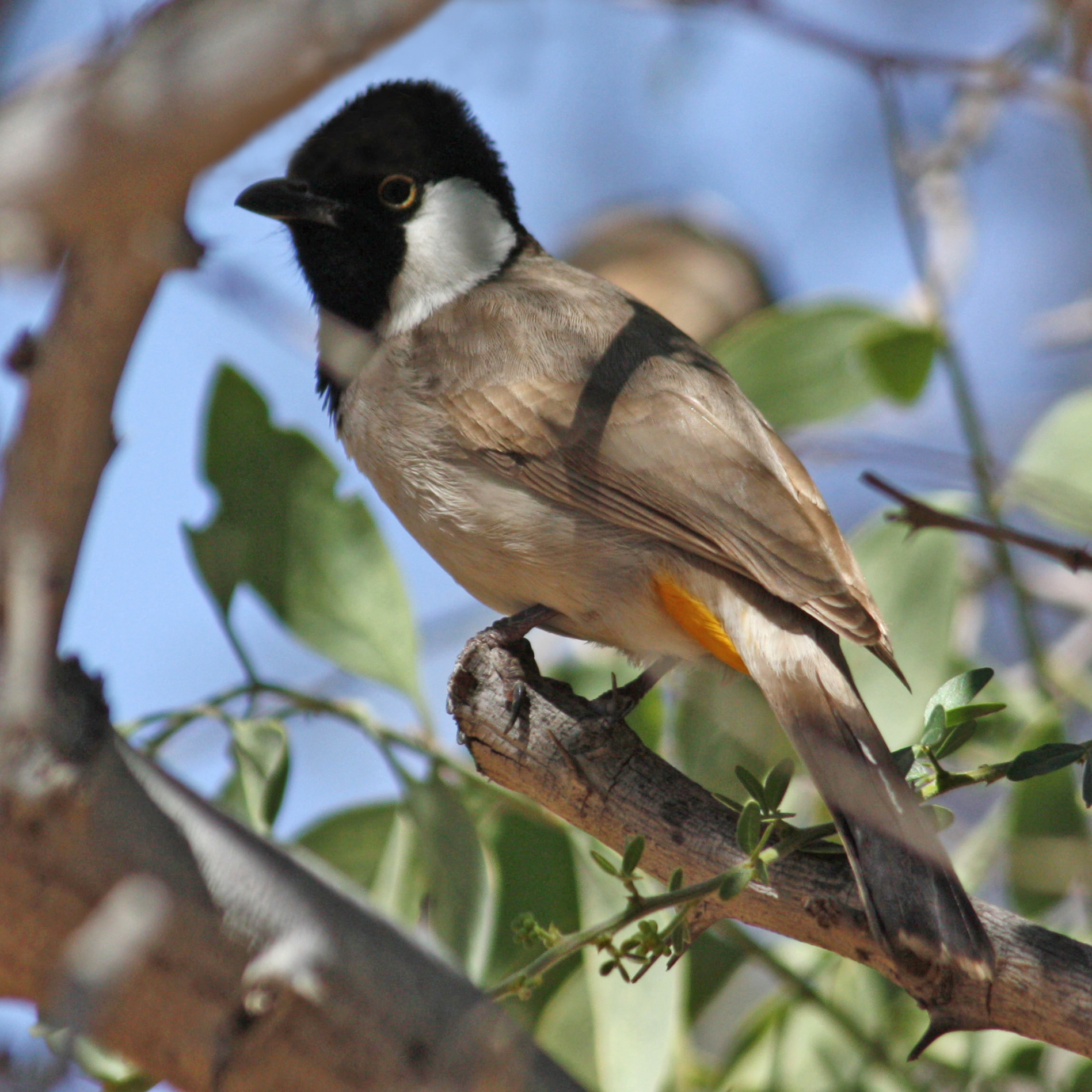
P. l. mesopotamia en la península de Musandam, Omán
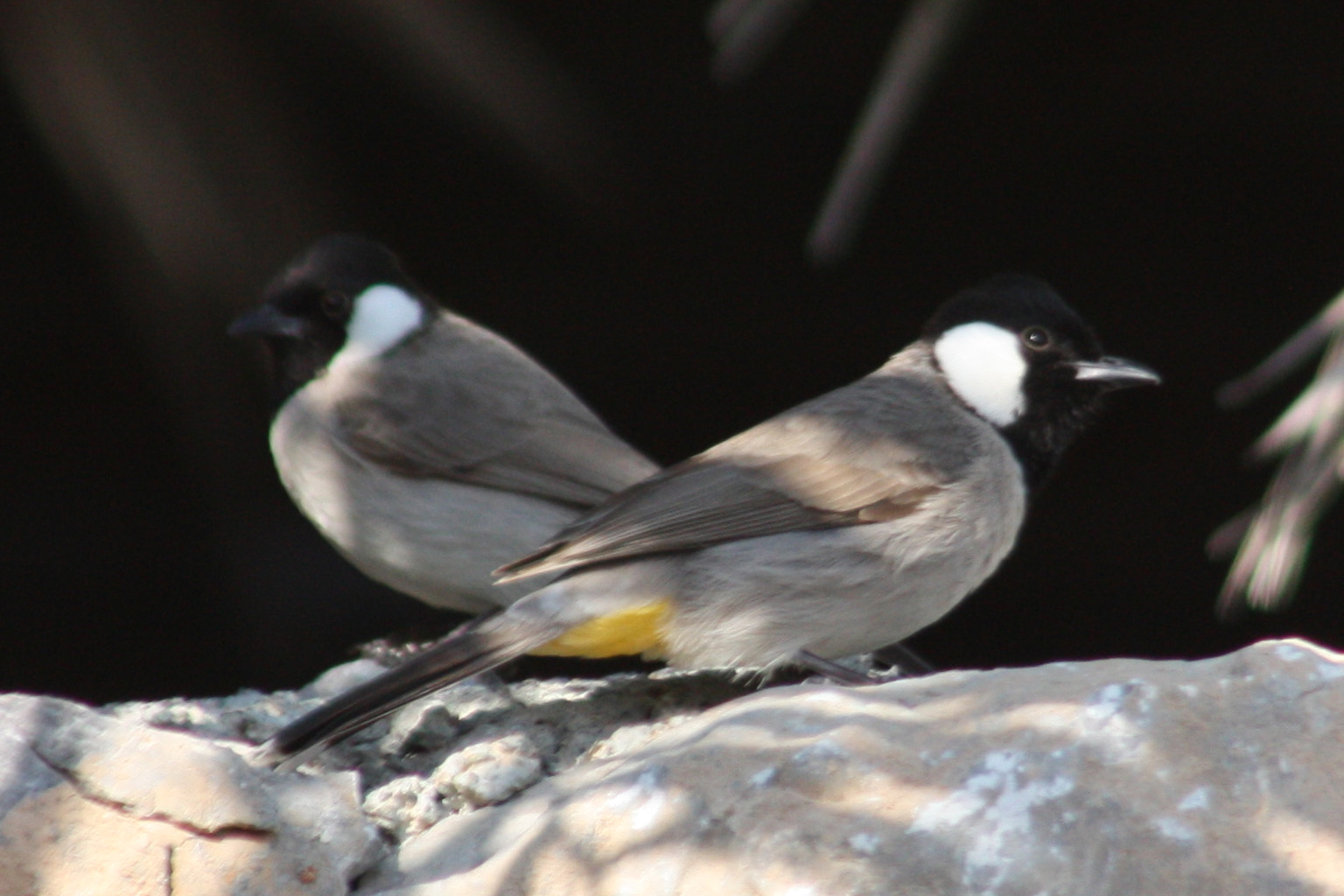
En Babilonia , Irak
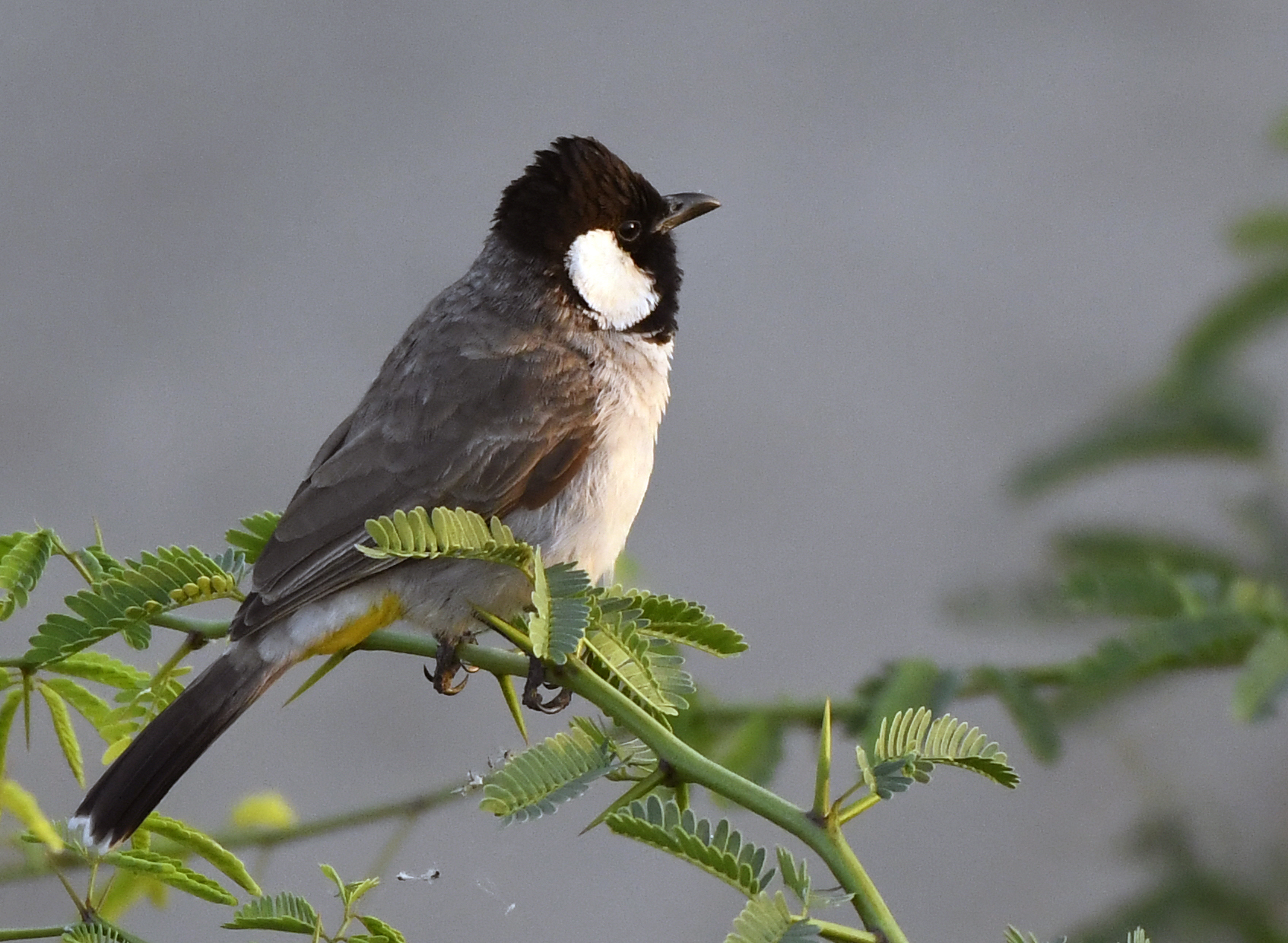
P. l. leucotis en Jamnagar, Gujarat, India
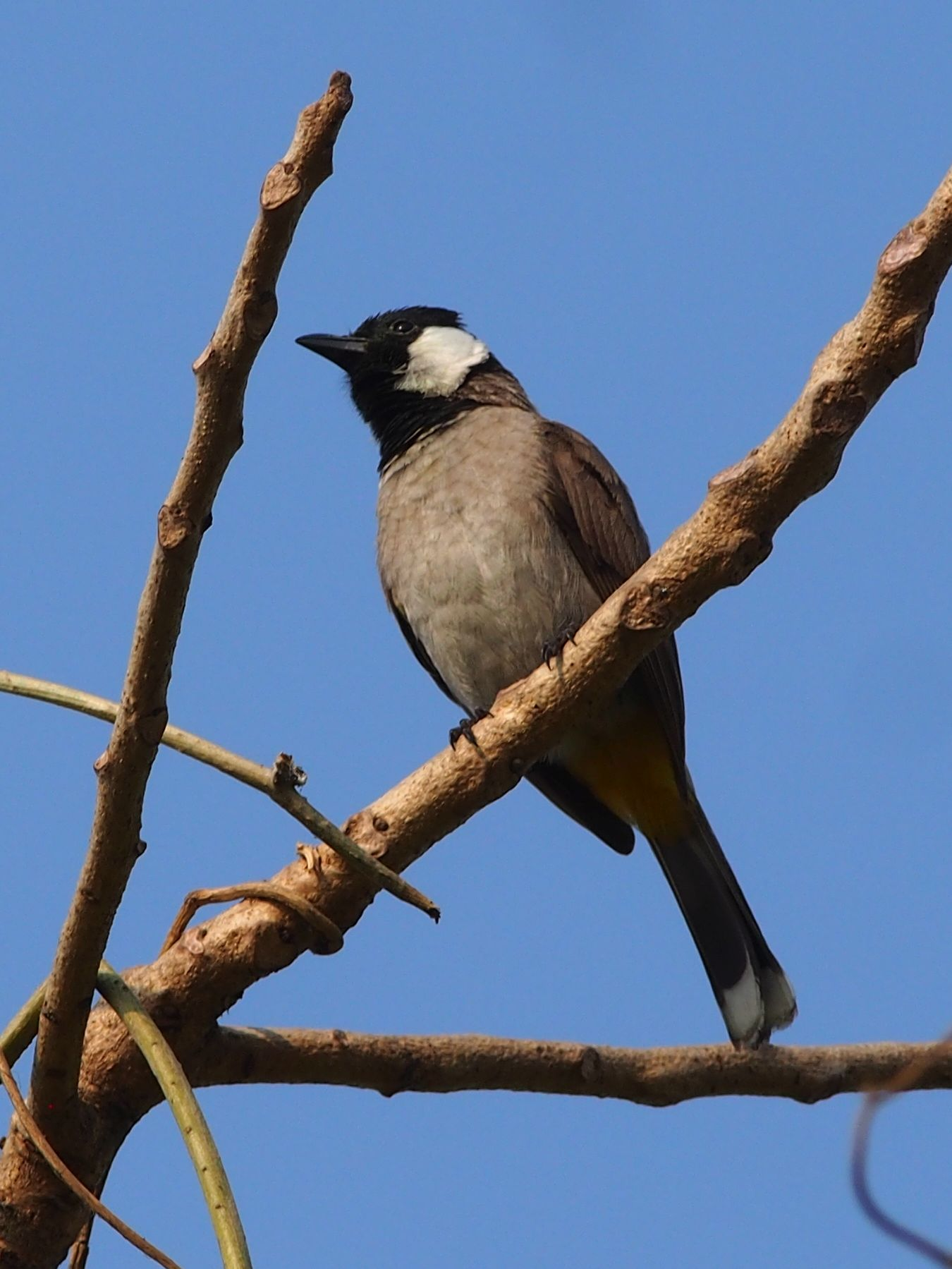
En Seawoods, Navi Bombay
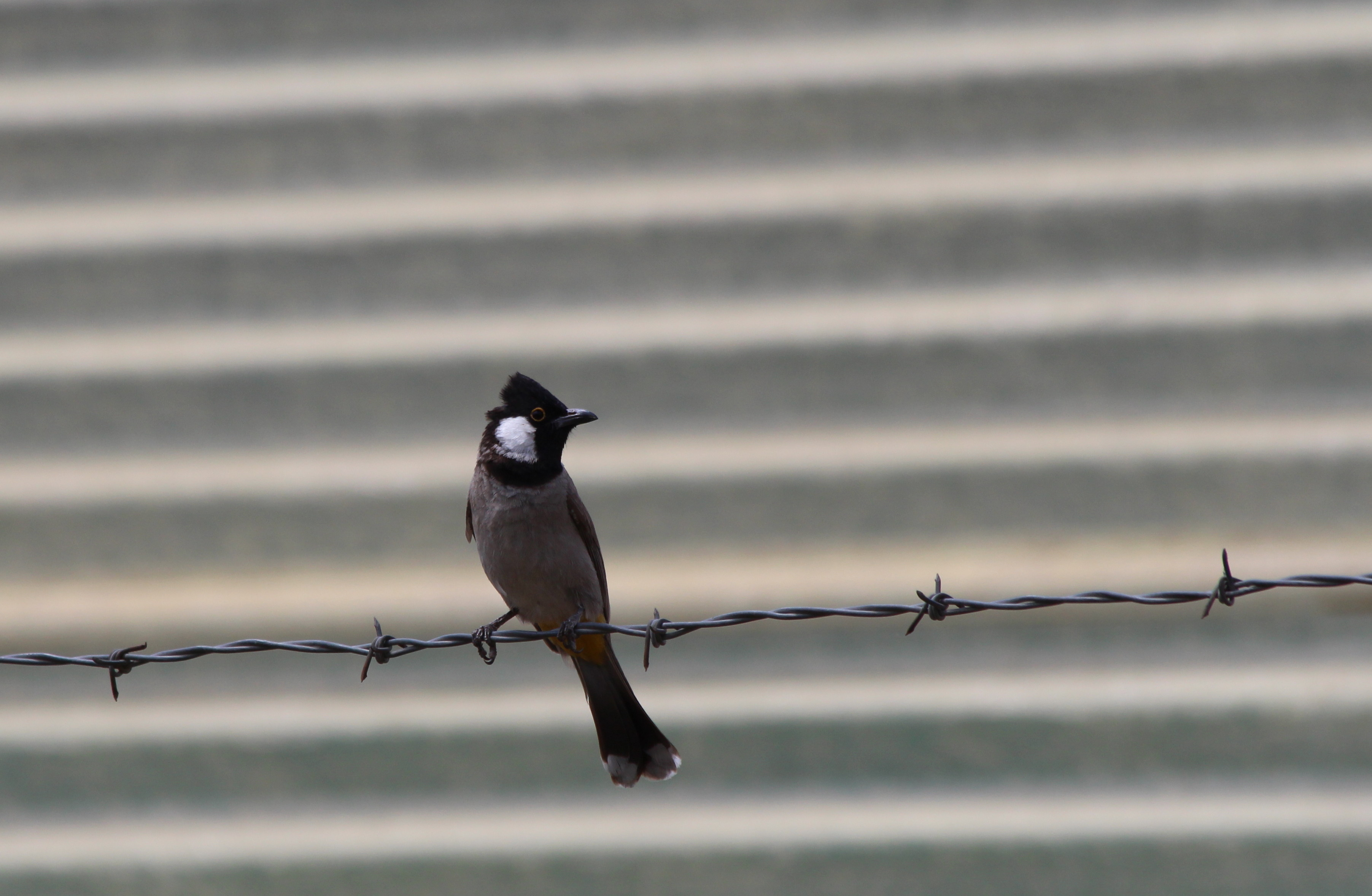
En Bagdad, Irak
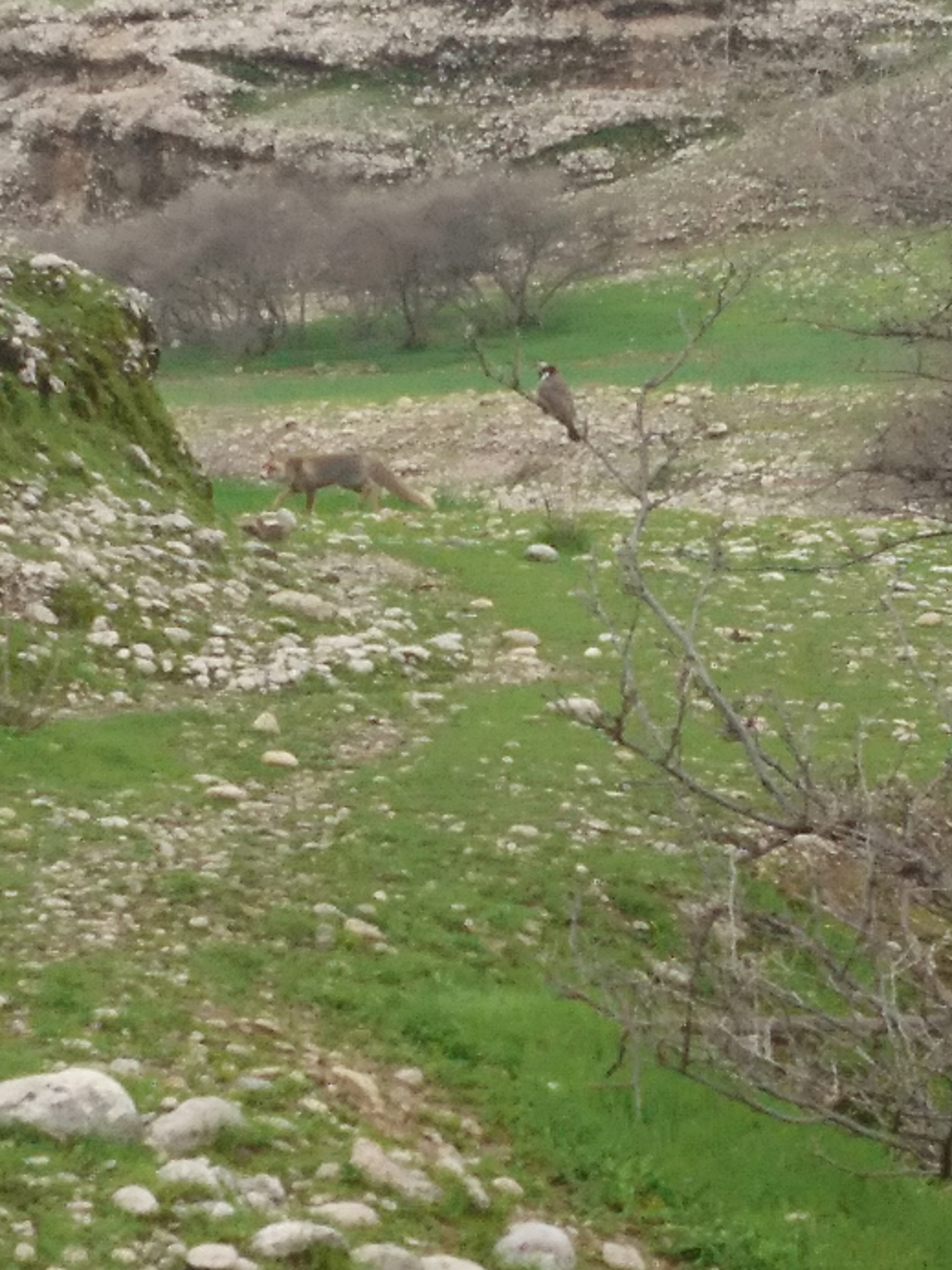
Bulbul de orejas blancas cuidando un zorro, Behbahan, Irán
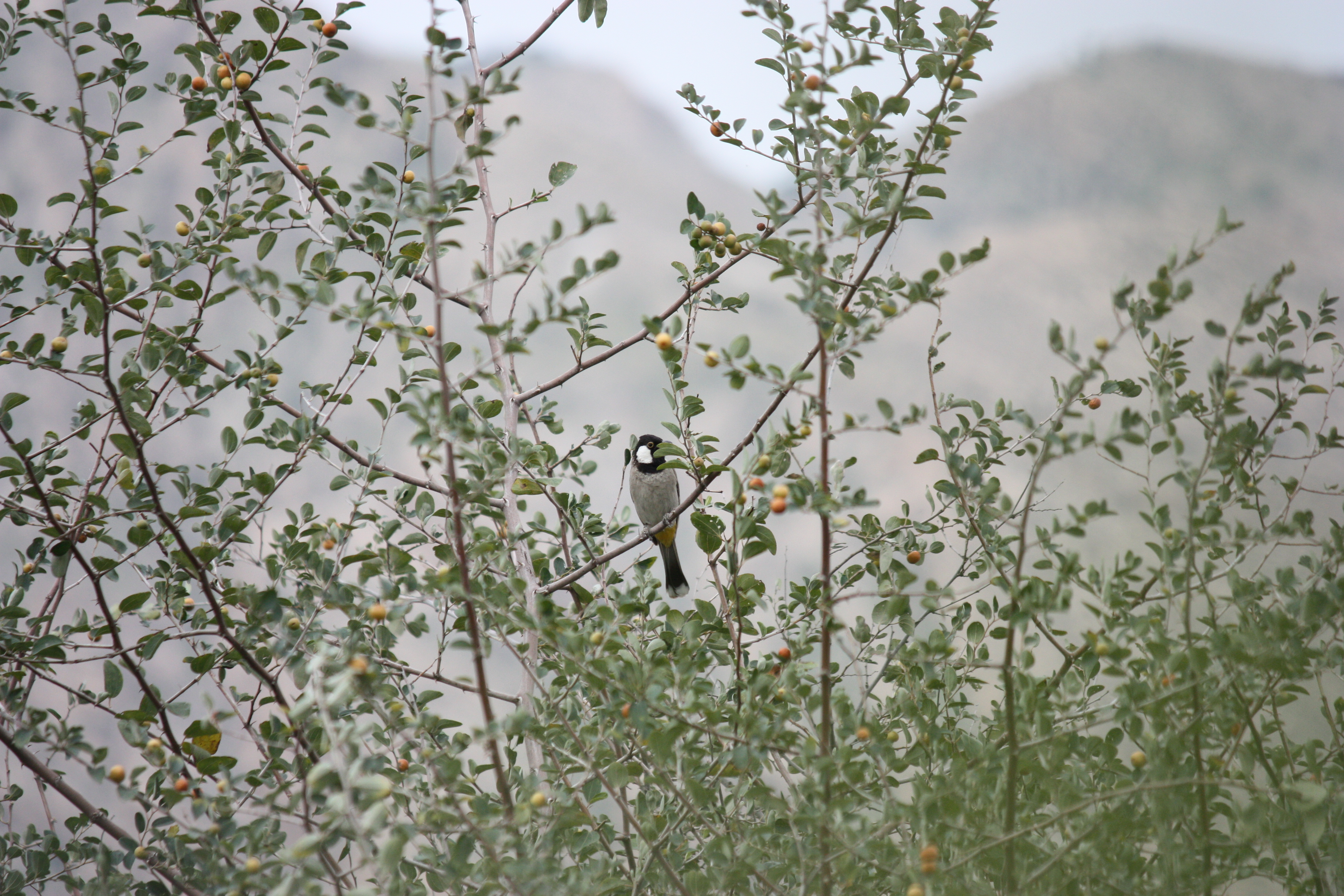
Bulbul de orejas blancas en un árbol Ziziphus, Behbahan